# Daïra de Bou Saada
La Daïra de Bou Saâda est une circonscription administrative algérienne située dans la wilaya de M'Sila. Son chef-lieu est situé sur la commune éponyme de Bou Saâda.
La daïra regroupe les trois communes de Bou Saada, El Hamel et Oultem.